# 남정우 (기업인)
| 남정우 |                                                                                      |
| 출생일 | 1972년 9월 22일(51세)                                                                |
| 출생지 | 대한민국                                                                             |
| 학력   | 건국대학교 (수의학 / 박사) 건국대학교 (수의학 / 석사) 연세대학교 (펫비지니스 / 교수) |
| 직업   | 수의사,박사,기업인                                                                   |
| 경력   | (주)펫퍼블릭 대표 건국대학교 반려동물산업 최고위 과정 교수                           |

남정우는 대한민국의 기업인 (주)펫퍼블릭 대표, 수의사, 박사이다.
국내 최초 및 미국 밴필드에 이어 세계 두번째로 수의사들에 의해 설립되어 수의사들이 운영하는 반려동물 네트워크 전문기업이며, 국내 반려동물산업을 주도해 왔고 선진 펫 비즈니스 모델인 반려동물전문관 및 동물병원(아이러브펫, 몰리스펫샵, 펫가든)을 이마트, 롯데마트, 홈플러스 3사에 모두 최초 런칭하고 운영하고 있다.
국내에서는 처음으로 영상진단장비인 MRI 도입하여 운영하여 국내동물의료수준을 끌어올렸으며 연구와 학회등을 통해 꾸준히 공부하는 회사의 대표이다.

## 경력
- 한국 수의사 면허 취득
- 수의학 석사 학위 취득 - 외과학 전공(KU)
- 수의학 박사 학위 취득 - 영상진단학 전공(KU)
- 한국 수의영상아카데미 임상초음파과정 이수
- 고양시 일산구 수의사회 회장 역임
- 경기도 반려동물산업 정책 자문위원 역임
- 서울시 상공회의소 규제 특례 전문위원 역임
- 개원수의사 외과수술교육 전문 교수
- 건국대, 연세대 반려동물산업 최고위과정 교수
- 건국대, 전남대 수의과대학 수의학과 출강
- 중국 산둥성 국제 수의학회 출강
- 대형쇼핑몰내 동물병원 프랜차이즈 국내1호점 입점
- 이마트 반려동물전문관 몰리스펫샵 국내 최초 런칭
- 홈플러스 반려동물전문관 아이러브펫 국내 최초 런칭
- 롯데마트 반려동물전문관 펫가든 런칭
- 전국 브랜드 동물병원 네트워크 100여개 운영
- 반려동물산업 컨설팅 상담 최다 전문기업 운영
- (주)펫퍼블릭 대표이사